# أصلانية

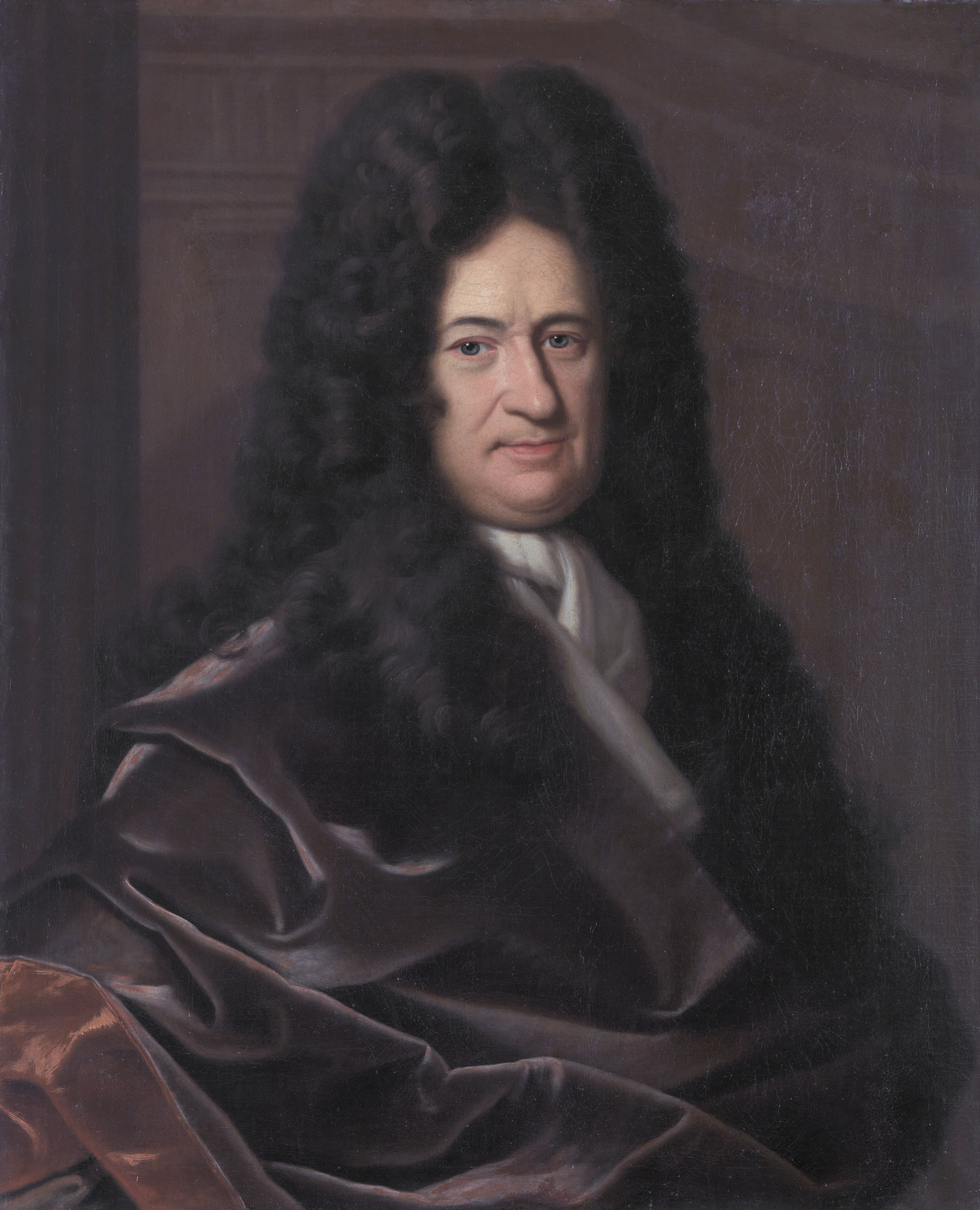
غوتفريد فيلهلم لايبنتز، بيرنهارد كريستوف فرانكي

الأصلانية (بالإنجليزية: Innatism) هي عقيدة فلسفية ونظرية معرفية ترى أن العقل يولد بالأفكار / المعرفة، وبالتالي فإن العقل ليس «صفحة بيضاء» عند الولادة. وهذا على النقيض من التجريبيين الأوائل مثل جون لوك، الذين اعترضوا على ذلك. تؤكد الأصلانية أن المعرفة لا تكتسب كاملة من الخبرة والحواس. وقد كان أفلاطون وديكارت من الفلاسفة البارزين في تطوير الأصلانية والفكرة القائلة بأن العقل قد ولد بالفعل بالأفكار والمعرفة والمعتقدات. ويؤكد الفيلسوفان على أن الخبرات هي المفتاح لفتح هذه المعرفة، ولكنها ليست مصدر المعرفة نفسها. وفقًا لهذه العقيدة، لا تكتسب المعرفة حصريًا من خبرات الفرد.

## الفرق عن الفطرية
في الاستخدام العام، فإن المصطلحين الأصلانية والفطرية مترادفان، إذ يشير كلاهما إلى مفاهيم الأفكار الموجودة مسبقًا في العقل. ومع ذلك، وبشكل أكثر دقة، تشير الأصلانية إلى فلسفة أفلاطون وديكارت، اللذين افترضا أن الله أو كائنًا مشابهًا أو عملية ما قد وضعت الأفكار والمبادئ الأصلانية في العقل البشري.
تمثل الفطرية مواءمة لهذا، متأصلًة في مجالات علم الوراثة وعلم النفس المعرفي وعلم اللغة النفسي. يعتقد أتباع الفطرية أن المعتقدات الأصلانية مبرمجة وراثيًا بطريقة ما لتظهر في أذهاننا، وأن المعتقدات الأصلانية هي أنماط ظاهرية لأنماط وراثية معينة يشترك فيها جميع البشر.

## الفطرية
الفطرية هي وجهة نظر حديثة متجذرة في الأصلانية. إن المدافعين عن الفطرية هم في الأساس فلاسفة يعملون أيضًا في مجال علم النفس المعرفي أو علم اللغة النفسي: وعلى الأخص نعوم تشومسكي وجيري فودور (على الرغم من أن فودور قد تبنى موقفًا أكثر انتقادًا تجاه الفطرية في كتاباته اللاحقة). لا يزال الاعتراض العام للفطريين ضد التجريبية هو نفسه الذي أثير من قبل العقلانيين. إن العقل البشري لطفل حديث الولادة ليس صفحة بيضاء، ولكنه مجهز ببنية فطرية.

## الفكرة الأصيلة
في الفلسفة وعلم النفس، تعد الفكرة الأصلية مفهومًا أو عنصرًا معرفيًا يقال إنه كلي للبشرية جمعاء - أي شيء يولد الناس به وليس شيئًا يتعلمونه من خلال الخبرة.
هذه القضية مثيرة للجدل، ويمكن القول أنها جانب من جدل طويل الأمد في الطبيعة ضد التنشئة، وإن كان موضوعًا متعلقًا بمسألة فهم المعرفة البشرية.

### جدل فلسفي
على الرغم من اختلاف البشر كأفراد بشكل واضح بسبب التأثيرات الثقافية والعرقية واللغوية والتأثيرات الخاصة بالعصر، يقال إن الأفكار الأصلية تنتمي إلى مستوى أكثر جوهرية من المعرفة البشرية. مثلًا، وضع الفيلسوف رينيه ديكارت نظرية مفادها أن معرفة الإله أصلية في كل شخص كنتيجة لملكة الإيمان.
انتقد الفلاسفة الآخرون، وعلى الأخص التجريبيون، النظرية ونفوا وجود أي أفكار أصلية، قائلين إن كل المعرفة البشرية جاءت من التجربة، وليس من البداهة العقلية.
من الناحية الفلسفية، يعتبر الجدل حول الأفكار الأصلية مركزيًا للصراع بين نظريتي المعرفة العقلانية والتجريبية. بينما يعتقد العقلانيون أن بعض الأفكار توجد بشكل مستقل عن التجربة، تدعي التجريبية أن كل المعرفة مشتقة من التجربة.
ينظر إلى إيمانويل كانت الفيلسوف الألماني على أنه أنهى مأزق الفلسفة الحديثة بين العقلانيين والتجريبيين، ويُعتقد على نطاق واسع أنه جمع هذين التقليدين الحديثين في وقت مبكر في فكره.

#### أفلاطون
يجادل أفلاطون بأنه إذا كانت هناك مفاهيم معينة نعرف أنها صحيحة ولكننا لم نتعلم من التجربة، فيجب أن يكون ذلك لأن لدينا معرفة أصلية بها، ولا بد أن نكون اكتسبنا هذه المعرفة قبل الولادة. في كتاب أفلاطون مينو، يتذكر موقفًا لسقراط، معلمه، يسأل فيه صبيًا من العبيد حول نظرية الهندسة. على الرغم من أن الفتى العبد لم يكن لديه خبرة سابقة في الهندسة، إلا أنه كان قادرًا على توليد الإجابات الصحيحة على الأسئلة التي طُرحت عليه. استنتج أفلاطون أن هذا كان ممكنًا لأن أسئلة سقراط أثارت المعرفة الأصلانية بالرياضيات التي اكتسبها الصبي منذ ولادته.
قدم أفلاطون ثلاثيًة للمساعدة في شرح ما تحتويه الروح، والتي يستطيع الإنسان الاستفادة منها لاتخاذ قرارات أعلى. عادةً ما يكون الإنسان صالحًا ولكن يمكن أن يجري الخلط بينه وبين أن يصبح الضمير مشوهًا بسبب التفكير عديم الصلة أو غير المنطقي. بينما يعتقد سقراط أنه لا يوجد رجل يفعل الشر عن علم، لكن أفلاطون كان متشككًا. لأننا يجب أن نتخذ قرارات واعية ترتبط بأجزاء أخرى من طبيعتنا، وهذا ليس مطابقًا للمنطق. هناك حالات افتراق (قد تعود إلى غلبة طبيعة الشخص أو قد يختارها بشكل عقلاني)، وكل منها بالطبع له دور يلعبه ويعود الأمر إلى المنطق ليحكم، ومن هنا جاء العنوان «أفلاطون: حكم المنطق». يمكن تصنيف الثلاثية على النحو التالي:
1- المنطق (الأفكار، والتأملات، والتساؤل)
2- الروح (الأنا، والمجد، والشرف)
3- الرغبات (طبيعية، مثل الطعام والشراب والجنس، مقابل الأشياء غير الطبيعية، مثل المال والسلطة). الهيكل الثلاثي للروح
«الأشياء المادية الفردية تعرفها الحواس، والكيانات تعرف بالإدراك». الكيان له وجود مستقل حقيقي.

#### ديكارت
ينقل ديكارت فكرة أن المعرفة أو الأفكار الأصلانية هي شيء فطري كما قد يقول المرء، وأن مرضًا معينًا قد يكون «أصليًا» للإشارة إلى أن الشخص قد يكون معرضًا لخطر الإصابة بمثل هذا المرض. يقترح أن الشيء «الأصلي» موجود بشكل فعال منذ الولادة، وبينما قد لا يكشف عن نفسه بعد ذلك، فمن المرجح أن يظهر نفسه لاحقًا في الحياة. تشير مقارنة ديكارت للمعرفة الأصلية بمرض أصلي، قد تظهر أعراضه في وقت لاحق فقط في الحياة، ما لم يحظره عامل مثل العمر أو البلوغ، إلى أنه إذا حدث أمر يمنع شخصًا ما من إظهار سلوك أو معرفة أصلية، فإنه لا يعني أن المعرفة لم تكن موجودة على الإطلاق ولكن لم يجرِ التعبير عنها - لم يكونوا قادرين على اكتساب تلك المعرفة. بعبارة أخرى، تتطلب المعتقدات والأفكار والمعرفة الأصلانية إثارة الخبرات أو قد لا يجري التعبير عنها أبدًا. فالتجارب ليست مصدر المعرفة مثلما اقترح جون لوك، لكنها محفزات للكشف عن المعرفة.

#### غوتفريد فيلهيلم لايبنتز
اقترح غوتفريد فيلهيلم لايبنتز أننا ولدنا بأفكار أصلية معينة، وأكثرها وضوحًا هو البديهيات الرياضية. فكرة أن 1 + 1 = 2 واضحة لنا دون الحاجة إلى دليل تجريبي. يجادل لايبنتز بأن التجريبية يمكن أن تبين لنا فقط أن المفاهيم صحيحة في الوقت الحاضر؛ تؤدي ملاحظة تفاحة واحدة ثم أخرى، إلى استنتاج أن واحدًا وآخر يساوي اثنين. ومع ذلك، فإن الاقتراح القائل بأن واحدًا والآخر سيساوي دائمًا اثنين يتطلب فكرة أصلية، لأن ذلك سيكون اقتراحًا لأشياء لم نشهدها.
أطلق لايبنتز على مفاهيم مثل البديهيات الرياضية «الحقائق الضرورية». ومن الأمثلة الأخرى على ذلك عبارة «ما هو موجود» أو «من المستحيل أن يكون الشيء نفسه موجودًا ولا يكون موجودًا في نفس الوقت». يجادل لايبنتز بأن مثل هذه البديهيات تجري الموافقة عليها عالميًا (معترف بها من قبل الجميع بأنها صحيحة)؛ في هذه الحالة، يجب أن يكون بسبب وضعها كأفكار أصلية. غالبًا ما توجد أفكار معترف بها على أنها صحيحة بالضرورة ولكنها غير مقبولة عالميًا. قد يقترح لايبنتز أن هذا ببساطة لأن الشخص المعني لم يدرك الفكرة الأصلانية، وليس لأنه لا يمتلكها. يجادل لايبنتز بأن الأدلة التجريبية يمكن أن تخدم في إبراز مبادئ معينة متأصلة بالفعل في أذهاننا. هذا مشابه للحاجة إلى سماع النغمات القليلة الأولى فقط من أجل تذكر بقية اللحن.